# هرم (فيزيولوجيا)
في علم الأحياء والفيزيولوجيا، يعتبر الهَرَم أو الشيخوخة عبارة عن تعدد عمليات خلل وظيفي (تلف) تلي فترة من التنامي للعضوية. يهتم علم رعاية المسنين بشكل خاص بعملية الهرم هذه ويدخل في ما يدعى : إطالة العمر life extension.
الهرم الخلوي Cellular senescence ظاهرة تحدث فيها فقدان الخلايا لقابلية الانقسام وبالتالي لا تجدد. كنتيجة لتضرر الدنا في الخلايا (بشكل أساسي الوصول لقصر شديد للتوليمير) يحدث إما كشيخوخة للخلية أو تدمير ذاتي (استموات) في حال عدم القدرة على تصحيح الخطأ. يستخدم هنا بكثرة مصطلح شيخوخة aging أو تعمير كمصطلح مرافق ومشابه لمصطلح هرم. مصطلحي هرم وشيخوخة يستخدمان حاليا بشكل متبادل في معظم المقالات.
توصف الشيخوخة بقدرة متناقصة للتعامل مع الإجهاد، وتزايد في اضطراب اتزان الأنظمة الحيوية Homeostasis ، وتزايد خطورة التعرض لأمراض التقدم في العمر ومن ضمنها السرطان وأمراض القلب. وقد عرّفت الشيخوخة «بأنها ضعف متزايد للعمليات الجسمانية و بأنها عملية ذاتية تتعلق بالسن تتضمن فقد نشاط الحيوية وتزايد في احتمال التعرض للوعكات الصحية.»  نتيجة ذلك يكون الموت هو النتيجة الحتمية للشيخوخة.

## لمحة عامة
الهَرَم، أو التقدم بالعمر البيولوجي هو تدهور تدريجي للخصائص الوظيفية في جسم الكائن الحي ، وقد تشير كلمة الهرم إلى الهرم الخلوي، أو هرم الكائن الحي ككل، ويشمل الهرم العضوي زيادة في معدلات الوفيات، و/أو انخفاضًا في معدلات الخصوبة مع التقدم في العمر، وذلك على الأقل خلال الجزء الأخير من دورة حياة الكائن الحي.
الهرم هو المصير الذي لا مفر منه لجميع الكائنات متعددة الخلايا التي تنقسم خلاياها الجنسية، والجسدية، ولكن يمكن تأخير هذا المصير، ففي عام 1934 اكتُشف أن تقييد السعرات الحرارية قد يطيل عمر الفئران  بنسبة 50%. وتوجد أنواع تكون عملية الهرم عندها غير موجودة تقريبًا كالهيدرا، وألهمت احتمالية خلودها الباحثين على البحث في مجال تأخير الشيخوخة، وبالتالي تأخير الأمراض المرتبطة بالعمر، ونعلم أن بعض الطفرات التي تصيب البشر تستطيع أن تسبب تسارع أمراض الشيخوخة.
قد تؤثر العوامل البيئية على الهرم أيضًا، فمثلًا التعرّض المفرط للأشعة فوق البنفسجية يسرّع من شيخوخة الجلد، كما أنه قد تهرم أجزاء مختلفة من الجسم بمعدلات مختلفة، وقد يهرم كائنان حيان من نفس النوع بمعدلات مختلفة أيضًا، ما يجعل الهرم البيولوجي، والهرم الزمني مفهومين مختلفين عن بعضهما.
يوجد عدد من الفرضيات حول كيفية حدوث الهرم.

## التعريف والخصائص
الهرم العضوي هو هرم كل الكائنات الحية، أما الهرم الأكتواري فيمكن تعريفه بأنه زيادة معدلات الوفيات و/أو انخفاض الخصوبة مع تقدّم العمر، وبحسب قانون غومبرتز ماكيهام للوفيات فإنه يزداد تأثير العنصر المعتمد على العمر باطراد مع تقدم العمر.
وفي عام 2013 حدّدت مجموعة من العلماء تسع واسمات مميزة للتقدم بالعمر شائعة عند الكائنات الحية، مع التركيز بشكل أساسي على الثدييات، وهي:
- عدم الاستقرار الجيني.
- تآكل أو انسحال القسيم الطرفي (في الصبغيات).
- تبدّلات التخلّق المتوالي.
- فقدان الاستتباب البروتيني.
- المحسّسات المتعلقة بالطاقة المتحررة من الأغذية.
- خلل وظيفة المتقدرات.
- الهرم الخلوي.
- استنزاف الخلايا الجذعية.
- تغير الاتصالات بين الخلايا.[7]

من خصائص الشيخوخة انخفاض القدرة على الاستجابة للإجهاد، وزيادة خلل التوازن الاستتبابي، وزيادة خطر الإصابة بالأمراض المتعلقة بالعمر بما فيها السرطانات، وأمراض القلب. عُرّف التقدم بالعمر بأنه تدهور تدريجي للوظائف الفيزيولوجية، وهي عملية داخلية المنشأ مرتبطة بالعمر يحدث فيها فقد في العيوشية، وزيادة في التعرّضية (أو قابلية التأثر).
تندرج الأضرار التي تسببها البيئة على عدة مستويات، كالأضرار التي لحقت بالحمض النووي، أو الأضرار التي لحقت بالأنسجة والخلايا الناتجة عن التعرّض للجذور الأكسجينية (والمعروفة على نطاق واسع باسم الجذور الحرة ، وهي تتعلق بما نتناوله من غذاء)، وبعض هذه الأضرار لا تُصلَح، وتتراكم مع مرور الزمن. يجعل الاستنساخ بدءًا من خلايا جسدية بدلًا من خلايا جنسية حياة الفرد أكثر عرضة للأضرار، فقد ماتت النعجة دولي في سن صغيرة بسبب مرض رئوي، لكن يجب جمع بيانات أكثر عن الكائنات الحية المُستنسخة من أجل قياس معدلات الوفيات.
كتب جورجج ويليامز (وهو اختصاصي في نظرية التطور): «من الجدير بالملاحظة أنه بعد أن بدا لنا أن هذه المعجزة من الممكن حصولها، لم يستطع المعقد التوالاني أن يؤدي المهمة الأكثر بساطة، وهي الحفاظ على ما تشكّل بالفعل».

## الاختلاف بين الأنواع
تختلف سرعة التقدم بالعمر باختلاف الأنواع، فمثلًا يعيش الفأر في المتوسط ثلاث سنوات، بينما الإنسان حاليا 80 سنة.
تقريبًا تتقدم كل الكائنات الحية بالسن، بما في ذلك الجراثيم، التي لا يوجد تناسق معين يمكّننا من معرفة البكتيريا الناتجة، والبكتيريا المُنقسمة (الأم والابنة) بعد حدوث الانقسام، يوجد هرم ضئيل عند بعض المجموعات، مثل جنس الهيدرا، كما تمتلك الدودة المسطحة المستورقة قدرة على تجدّد قسيمها الطرفي بشكل غير محدود، والسبب في ذلك احتواؤها على مجموعة من الخلايا الجذعية عالية القدرة التكاثرية، وهذه الديدان المستورقة ليست خالدة بيولوجيًا، لكن يزداد معدل موتها ببطء مع التقدم بالسن، وتُظهِر بعض الأنواع هرمًا سلبيًا، إذ تزداد القدرة على التكاثر عندها، أو تبقى مستقرة، وينخفض معدل الوفيات عندها مع التقدم بالعمر.

## النظريات المعتمدة على التطور التي تفسر الهرم

### تراكم الطفرات
قد يدعم الانتقاء الطبيعي الآليلات القاتلة أو الضارة، في حال ظهور تأثيراتها بعد التكاثر، فقد أبدى عالم الوراثة جي. بي. إس. هالدين تعجّبه من سبب بقاء الطفرة السائدة التي تسبب مرض هنتنغتون عند البشر، ولماذا لم يتخلص الانتقاء الطبيعي منها.
يبدأ ظهور مرض هنتنغتون بشكل متوسط في سن الـ 45، وينتهي دائمًا بالوفاة خلال 10 إلى 20 سنة، وكان افتراض هالدين أنه في العصور ما قبل التاريخية نجا عدد قليل من البشر حتى سن الـ 45، وبما أنه وجد عدد قليل منهم فقط على قيد الحياة فإن تأثيرهم أقل على أترابهم.
من ثم أضفى بيتر ميدرو طابعًا رسميًا على هذه الملاحظة في نظريته تراكم الطفرات في تفسير الهرم.

### تعدد النمط الظاهري المعاكس
اقترح جورج سي ويليامز نظرية أخرى متعلقة بالهرم هي تعدد النمط الظاهري المعاكس، فقد يؤثر جين واحد على عدة سمات، بعض هذه السمات هامّة للصحة في وقت مبكر من الحياة، لكن قد تكون لها آثار سلبية في أوقات لاحقة، لكن نظرًا لوجود أعداد كبيرة من الأفراد على قيد الحياة في سن مبكرة، وأقل في سن متأخرة، فإن تحديد هذه الآثار السلبية يكون ضعيفًا، واقترح ويليامز المثال التالي: «قد يكون الجين المسؤول عن ترميز البروتينات المسؤولة عن ترسيب الكالسيوم في العظام والتي تعزز بقاء اليفعان، مفضلة من قبل الانتقاء الطبيعي، لكن نفس هذا الجين يعزز من ترسب الكالسيوم في الشرايين، ما يسبب تصلب الشرايين عند المتقدمين في السن، بالتالي زيادة في معدل الوفيات، وبالتالي تنجم التغيرات البيولوجية الضارة في الشيخوخة عن انتقاء الجينات متعددة الأشكال الظاهرية التي تكون مفيدة في بداية الحياة، لكنها تصبح ضارة بعد ذلك مع التقدم بالسن».

### الهرم التكيفي
تقترح نظرية دورة الخلية التناسلية أن الهرم تنظمه تغيرات الإشارات الهرمونية خلال حياة الفرد.

## الهرم الخلوي
يتراكم التلف في الخلايا مع مرور الوقت، لكن يوازَن ذلك عن طريق الانتقاء الطبيعي الذي يزيل الخلايا التالفة، والتي يصيب التلف حمضها النووي بشكل أساسي.
ستواجه الخلايا الجسدية في معظم الأنواع متعددة الخلايا في نهاية المطاف ما يُعرف بالهرم التكراري، حيث تصبح غير قادرة على الانقسام، وهذا قد يمنع الخلية من أن تتحول إلى خلية سرطانية، فمثلًا يمكن أن تعطي الخلية أرومة الليف 50 خلية منقسمة كحد أقصى، ويعرف هذا الحد باسم حد هايليك. يحدث الهرم التكراري نتيجة لقصر القسيم الطرفي (التيلومير) الذي سيؤدي في النهاية إلى استجابة لتلف الحمض النووي.  وقد يحدث هرم الخلايا بسبب ارتفاع أنواع الأكسجين التفاعلية في الخلايا، وبسبب تنشيط الجينات المسرطنة بغض النظر عن طول القسيم الطرفي.
يوجد في العديد من الكائنات الحية انقسام غير متناظر للخلايا، مثلًا تنقسم خلية جذعية لتعطي خلية جذعية، وخلية غير جذعية، وبذلك لا ينقسم الحطام الخلوي بالتساوي بين الخلايا الجديدة. تتجنب الخلايا السرطانية الهرم التكراري وتصبح خالدة، وفي 85% من الأورام يكون السبب في عدم حدوث الهرم الخلوي عندها هو تنشيط الجينات المسؤولة عن القسيمات الطرفية.

## السرطان مقابل نظرية الهرم الخلوي
يمكن التخلص من الخلايا الهرمة عند الكائنات متعددة الخلايا عبر عملية التنافس الخلوي، لكن هذا سيزيد من خطر الإصابة بالسرطان، ما سيؤدي إلى معضلة لا مفر منها، تضعنا أمام احتمالين، الأول هو تراكم للخلايا الهرمة عديمة الفائدة الفيزيولوجية، والثانية هي الإصابة بالسرطان، وكلاهما سيؤدي إلى زيادة معدلات الوفيات مع تقدم العمر.

## التلف الكيميائي
كانت فرضية دقات القلب التي وصفها رايموند بيرل في عام 1928 من أوائل النظريات التي حاولت تفسير الشيخوخة (استنادًا على أعمال سابقة لماكس روبنر)، والتي تنص على أن معدل الاستقلاب الأساسي السريع يتوافق مع حد أقصى صغير للعمر.